# Saturday (groupe)
 (avril 2024).
La mise en forme du texte ne suit pas les recommandations de Wikipédia : il faut le « wikifier ».
Les points d'amélioration suivants sont les cas les plus fréquents. Le détail des points à revoir est peut-être précisé sur la page de discussion.
- Les titres sont pré-formatés par le logiciel. Ils ne sont ni en capitales, ni en gras.
- Le texte ne doit pas être écrit en capitales (les noms de famille non plus), ni en gras, ni en italique, ni en « petit »…
- Le gras n'est utilisé que pour surligner le titre de l'article dans l'introduction, une seule fois.
- L'italique est rarement utilisé : mots en langue étrangère, titres d'œuvres, noms de bateaux, etc.
- Les citations ne sont pas en italique mais en corps de texte normal. Elles sont entourées par des guillemets français : « et ».
- Les listes à puces sont à éviter, des paragraphes rédigés étant largement préférés. Les tableaux sont à réserver à la présentation de données structurées (résultats, etc.).
- Les appels de note de bas de page (petits chiffres en exposant, introduits par l'outil «  Source ») sont à placer entre la fin de phrase et le point final[comme ça].
- Les liens internes (vers d'autres articles de Wikipédia) sont à choisir avec parcimonie. Créez des liens vers des articles approfondissant le sujet. Les termes génériques sans rapport avec le sujet sont à éviter, ainsi que les répétitions de liens vers un même terme.
- Les liens externes sont à placer uniquement dans une section « Liens externes », à la fin de l'article. Ces liens sont à choisir avec parcimonie suivant les règles définies. Si un lien sert de source à l'article, son insertion dans le texte est à faire par les notes de bas de page.
- La présentation des références doit suivre les conventions bibliographiques. Il est recommandé d'utiliser les modèles {{Ouvrage}}, {{Chapitre}}, {{Article}}, {{Lien web}} et/ou {{Bibliographie}}. Le mode d'édition visuel peut mettre en forme automatiquement les références.
- Insérer une infobox (cadre d'informations à droite) n'est pas obligatoire pour parachever la mise en page.

Pour une aide détaillée, merci de consulter Aide:Wikification.
Si vous pensez que ces points ont été résolus, vous pouvez retirer ce bandeau et améliorer la mise en forme d'un autre article.
 (janvier 2025).
Vous êtes invité à donner votre avis sur cette page de discussion, de manière argumentée en vous aidant notamment des critères d’admissibilité ou en présentant des sources extérieures et sérieuses.  
Après avoir apposé le modèle {{Admissibilité}} sur une page, suivez les étapes expliquées sur Wikipédia:Débat d'admissibilité/Aide :
| 1. | Créez la page de débat d'admissibilité.                                                                      | Sauvegardez d’abord la page pour l’initialiser puis indiquez votre motivation.           |
| 2. | Important : ajoutez une entrée dans la section Débat d'admissibilité du jour.                                | Utilisez ce texte : *{{L\|Saturday (groupe)}}                                            |
| 3. | Pensez à informer les contributeurs principaux de la page et les projets associés lorsque cela est possible. | Utilisez ce texte : {{subst:Avertissement débat d'admissibilité\|Saturday (groupe)}}~~~~ |

Pour les articles homonymes, voir Saturday.
Saturday (세러데이) est un girl group sud-coréen formé par SD Entertainment, qui fait ses débuts le 18 juillet 2018 avec le single MMook JJi BBa. Le groupe était composé à l'origine de sept membres, il en compte aujourd'hui cinq : Haneul, Juyeon, Yuki, Ayeon et Minseo. 

## Membres

### Actuels
[Quand ?]
- Yuki (유키)
- Ayeon (아연)
- Haneul (하늘)
- Juyeon (주연)
- Minseo (민서)

### Anciens
- Chaewon (채원)
- Chohee (초희)
- Sion (시온)
- Sunha (선하)

### Évolution
| Prénom             | Place                                            | Arrivée/Départ                 | Arrivée/Départ     |
| Membres originales | Membres originales                               | Membres originales             | Membres originales |
| ------------------ | ------------------------------------------------ | ------------------------------ | ------------------ |
| Yuki               | Vocaliste, danseuse                              | Première membre révélée        | 2018               |
| Ayeon              | Vocaliste, danseuse, visuel, centre              | Deuxième membre révélée        | 2018               |
| Chohee             | [Ancienne] leader, danseuse, rappeuse, vocaliste | Troisième membre révélée       | 2018               |
| Haneul             | Leader, rappeuse, vocaliste, visuel              | Quatrième membre révélée       | 2018               |
| Chaewon            | [Ancienne] Vocaliste, visuel                     | Cinquième membre révélée       | 2018               |
| Sunha              | [Ancienne] Vocaliste                             | Sixième membre révélée         | 2018               |
| Sion               | [Ancienne] Vocaliste, visage du groupe           | Septième membre révélée        | 2018               |
| Membres ajoutées   |                                                  |                                |                    |
| Juyeon             | Vocaliste, danseuse                              | Ajoutée pour remplacer Chaewon | 2019               |
| Minseo             | Vocaliste, danseuse, rappeuse, maknae            | Ajoutée pour remplacer Sunha   | 2019               |

## Discographie

### Albums, EP, singles
| Titre                     | Détails de l'album | Meilleures positions | Ventes       |
| Titre                     | Détails de l'album | KOR <br/>            | Ventes       |
| ------------------------- | --- | -------------------- | ------------ |
| MMook JJi BBa (묵찌빠)    | Premier single album - Sortie : 18 juillet 2018 - Labels : SD Entertainment, Genie Music - Formats : CD, téléchargement digital | -                    |              |
| To Sunday Christmas       | Single album (spécial) - Sortie : 17 décembre 2018 - Labels : SD Entertainment, Genie Music - Format : Téléchargement digital   |                      |              |
| Follow Saturday           | Deuxième album single - Sortie : 2 février 2019 - Label : SD Entertainment, Kakao M - Formats: CD, téléchargement digital       | -                    |              |
| To Sunday Gwiyomi         | Single - Sortie : 21 juin 2019 - Labels : SD Entertainment, Genie Music - Formats : CD, téléchargement digital                  |                      |              |
| IKYK                      | Troisième album single - Sortie : 19 septembre 2019 - Label : SD Entertainment, YG Plus - Formats : CD, téléchargement digital  | 31                   | - KOR: 1 797 |
| D.B.D.B.DIB               | Quatrième album single - Sortie : 3 août 2020 - Label : SD Entertainment, Genie Music - Formats : CD, téléchargement digital    |                      |              |
| Love interference Season3 | Bande sonore de drama - Sortie : 27 septembre 2020 - Label : SD Entertainment - Format : Téléchargement digital                 |                      |              |
| Breathe                   | Single - Sortie : 4 novembre 2020 - Label : SD Entertainment - Format : Téléchargement digital                                  |                      |              |
| Only You                  | Cinquième album single - Sortie : Production en cours[Quand ?] - Label : SD Entertainment - Format : CD, téléchargement digital |                      |              |

### Morceaux
| Titre                                           | Année | Ventes | Album                     |
| ----------------------------------------------- | ----- | ------ | ------------------------- |
| "MMook JJi BBa" (묵찌빠)                        | 2018  |        | MMook JJi BBa (묵찌빠)    |
| "All I Want for Christmas Is You"               | 2018  |        | To Sunday Christmas       |
| "In Your Eyes"                                  | 2018  |        | To Sunday Christmas       |
| "Kiss Me"                                       | 2018  |        | To Sunday Christmas       |
| "WiFi" (와이파이)                               | 2019  |        | Follow SATURDAY           |
| "Super Bad"                                     | 2019  |        | Follow SATURDAY           |
| "Gwiyomi Song (Saturday)" (귀요미송 (세러데이)) | 2019  |        | To Sunday Gwiyomi         |
| "BByong" (뿅)                                   | 2019  |        | IKYK                      |
| "DBDBDIB"                                       | 2020  |        | D.B.D.B.DIB               |
| "Love You"                                      | 2020  |        | D.B.D.B.DIB               |
| "Little Star"                                   | 2020  |        | Love Interference Season3 |
| "Breathe"                                       | 2020  |        | Breathe                   |
| "Only you"                                      |       |        | Only You                  |
| "In Your Eyes"                                  |       |        | Only You                  |